# Turnera thomasii
Turnera thomasii är en passionsblomsväxtart som först beskrevs av Ignatz Urban, och fick sitt nu gällande namn av Story. Turnera thomasii ingår i släktet Turnera och familjen passionsblomsväxter. Inga underarter finns listade i Catalogue of Life.